# E58 (Ecuador)
De E58 of Vía Colectora La Troncal-Puerto Inca (Verzamelweg La Troncal-Puerto Inca) is een secundaire nationale weg in Ecuador. De weg loopt van Puerto Inca naar La Troncal en is 27 kilometer lang. 